# Комишев Павло Станіславович
Павло Станіславович Комишев — полковник Збройних сил України, 56-й окремий вертолітний загін.

## Життєпис
У 2012–2013 роках підполковник Павло Комишев брав участь у миротворчій місії у Ліберії, вертоліт Мі-24, начальник служби безпеки польотів загону. Налітав понад 1000 годин.

## Нагороди
8 вересня 2014 року — за особисту мужність і героїзм, виявлені у захисті державного суверенітету та територіальної цілісності України, вірність військовій присязі під час російсько-української війни, відзначений — нагороджений орденом Богдана Хмельницького III ступеня.